# 颱風馬勒卡 (2010年)
颱風馬勒卡（英語：Typhoon Malakas；國際編號：1012；JTWC：13W）為2010年太平洋颱風季的熱帶氣旋之一。
該名稱由菲律賓提供，指強而有力的意思。

## 發展歷史
在9月20日，聯合颱風警報中心報告有一個熱帶低氣壓生成，隨後給予編號13W。
9月21日，13W在北馬里亞納羣島一帶增強為一熱帶風暴，並被日本氣象廳命名為「馬勒卡」。
馬勒卡初時受其北面的副熱帶高壓影響，一直向西緩慢移動。及後該副熱帶高壓受西風槽影響而減弱東退，馬勒卡吸收了副熱帶高壓弱點的高溫海水，日本氣象廳隨即為其升格為強烈熱帶風暴；而聯合颱風警報中心更為其一度升格為颱風，但翌日又為其降格（在馬勒卡顯著北移時再次升格）。就在馬勒卡被日本氣象廳升格後，馬勒卡在日本硫黃島一帶幾乎停留不動。
9月23日，馬勒卡開始顯著向北移動，橫過硫黃島附近海域後快速增強為一颱風。9月24日，馬勒卡進入西風帶後，更被香港天文台升格為強颱風，其風眼變得相當大。
9月25日下午6時50分，馬勒卡在日本本州東方海面一帶轉化為一溫帶氣旋，日本氣象廳為其發出最後警告，而聯合颱風警報中心也在9月26日中午時份為其發出最後警告。
其後於日本氣象廳發佈的最佳路徑中，日本氣象廳將馬勒卡的風速上調至85節，氣壓下調至945百帕斯卡。

## 影響國家

### 日本國
9月24日晚間，馬勒卡的風眼移近本州東南部海面一帶，其相關外圍雨帶為日本本州東南部帶來大雨。

## 圖片集

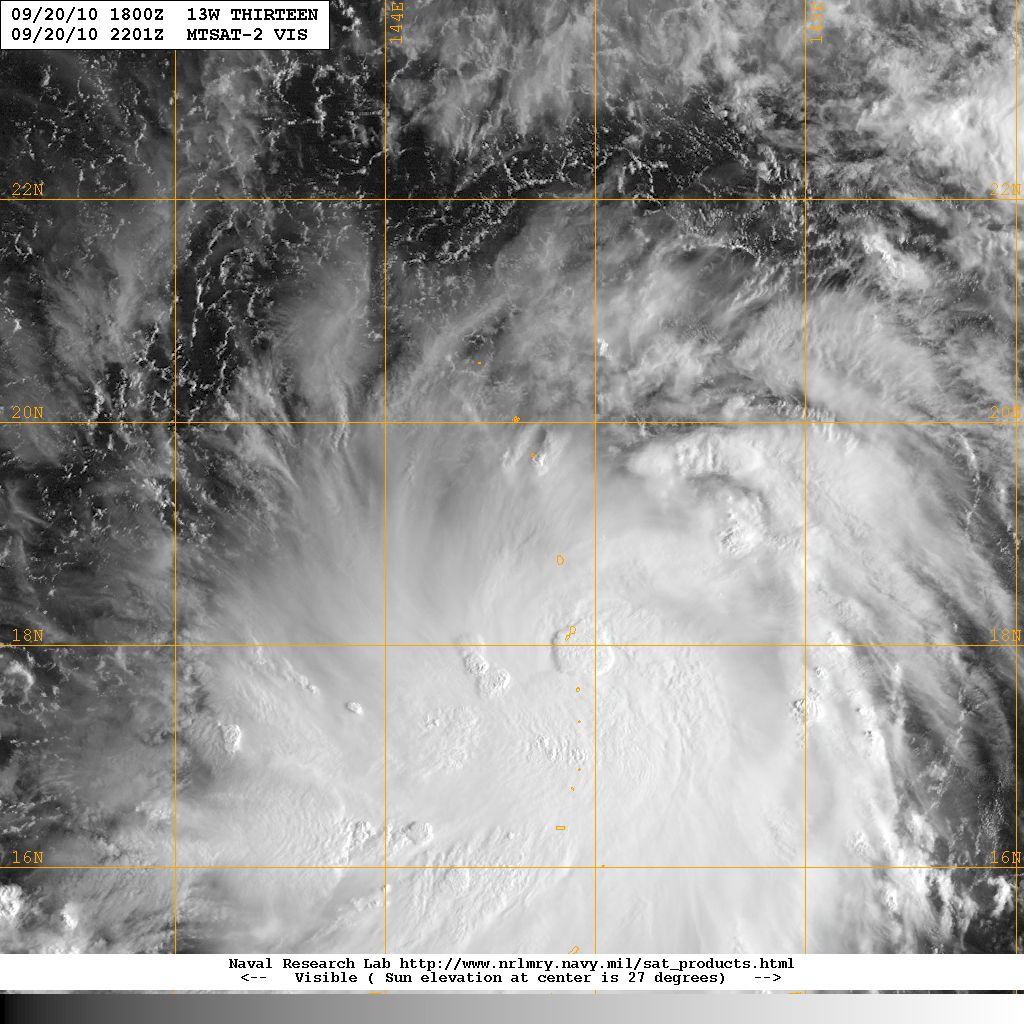
9月20日
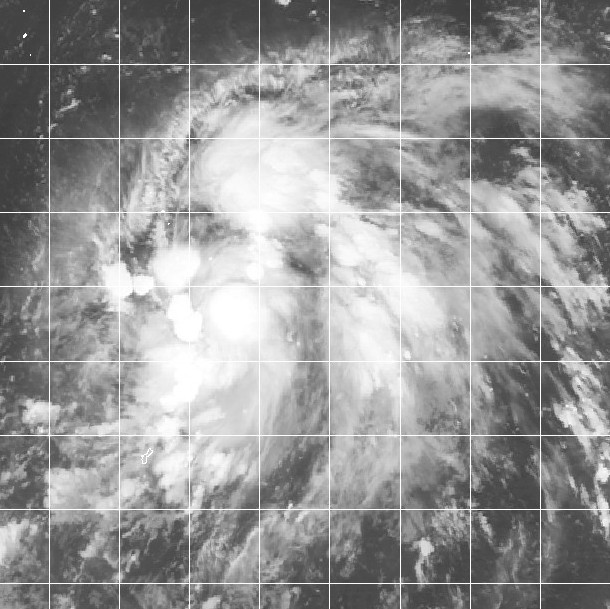
9月20日
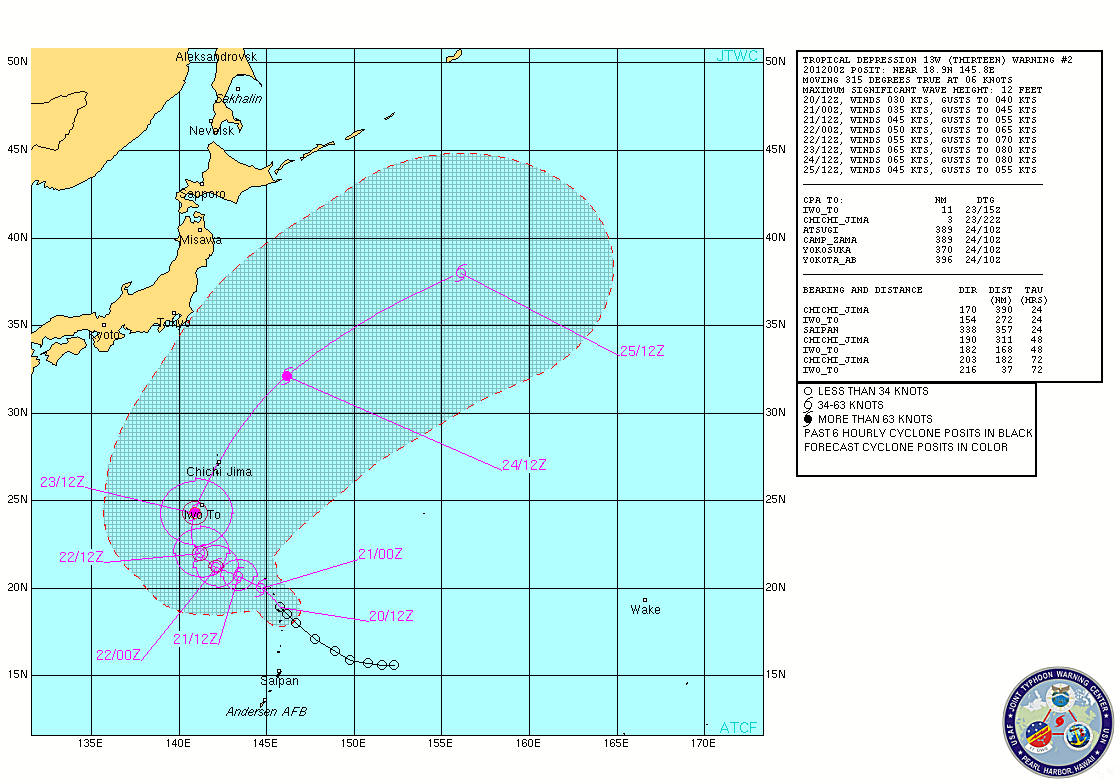
聯合颱風警報中心預報圖（9月20日）
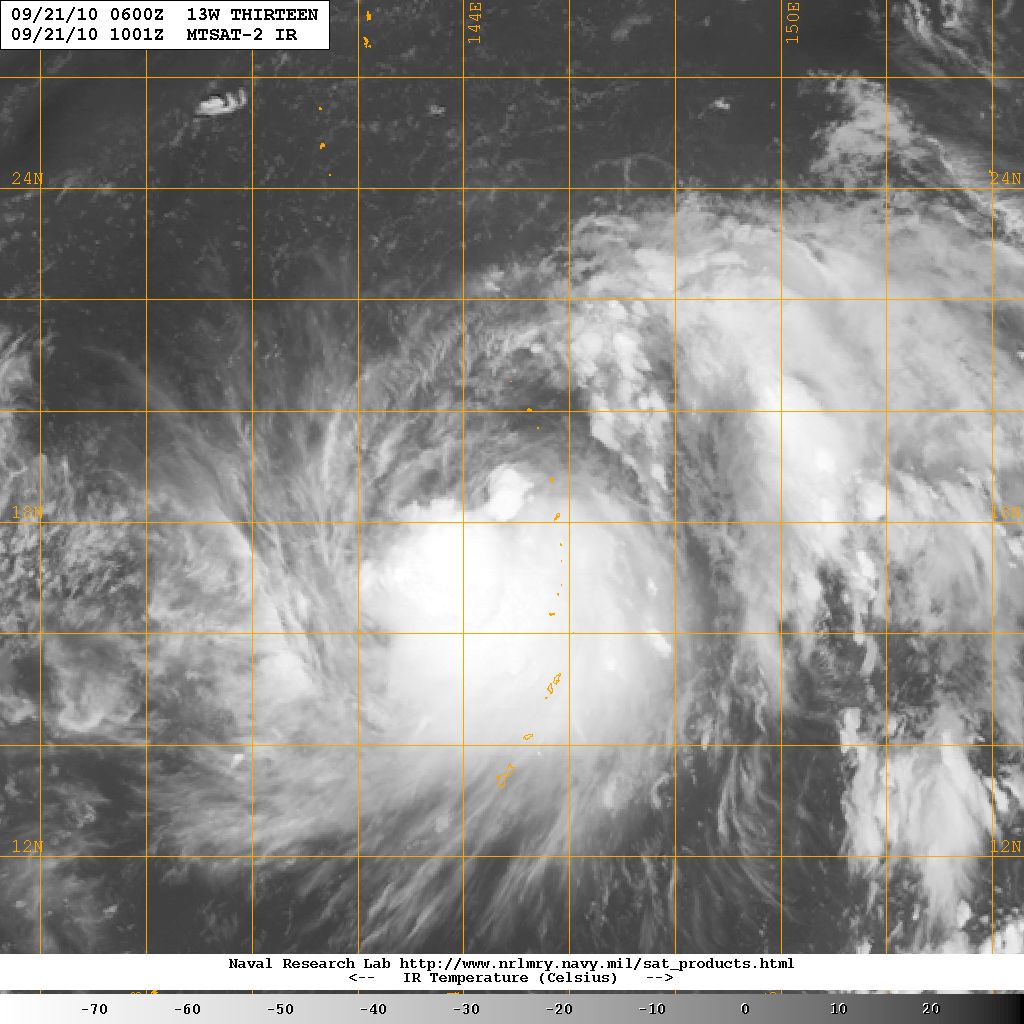
9月21日
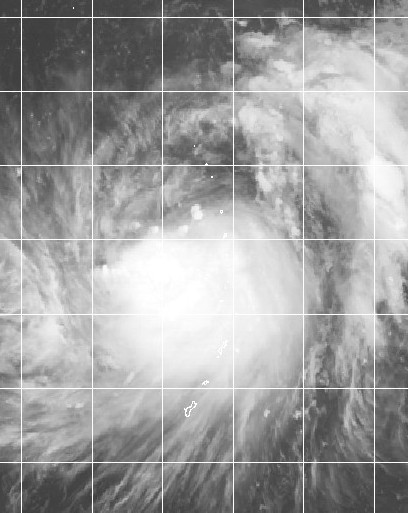
9月21日
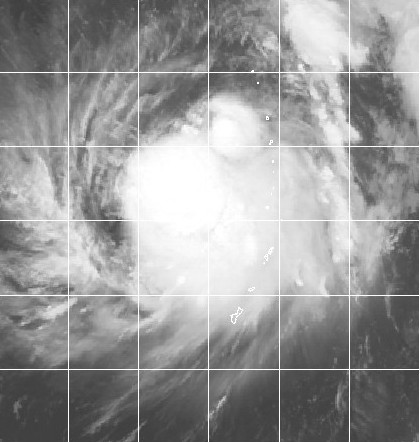
9月21日
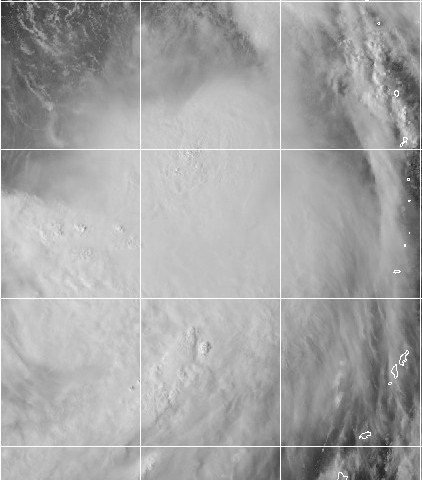
9月22日
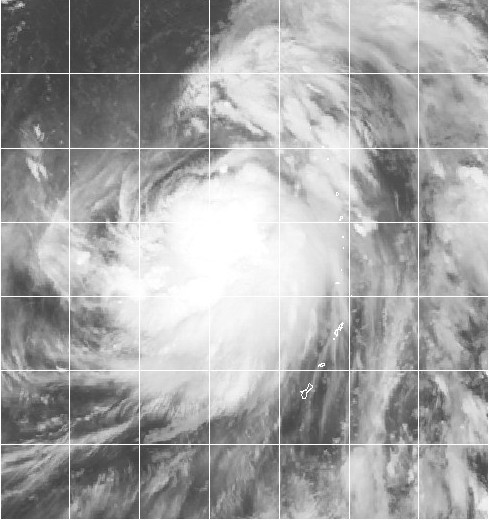
9月22日
9月23日
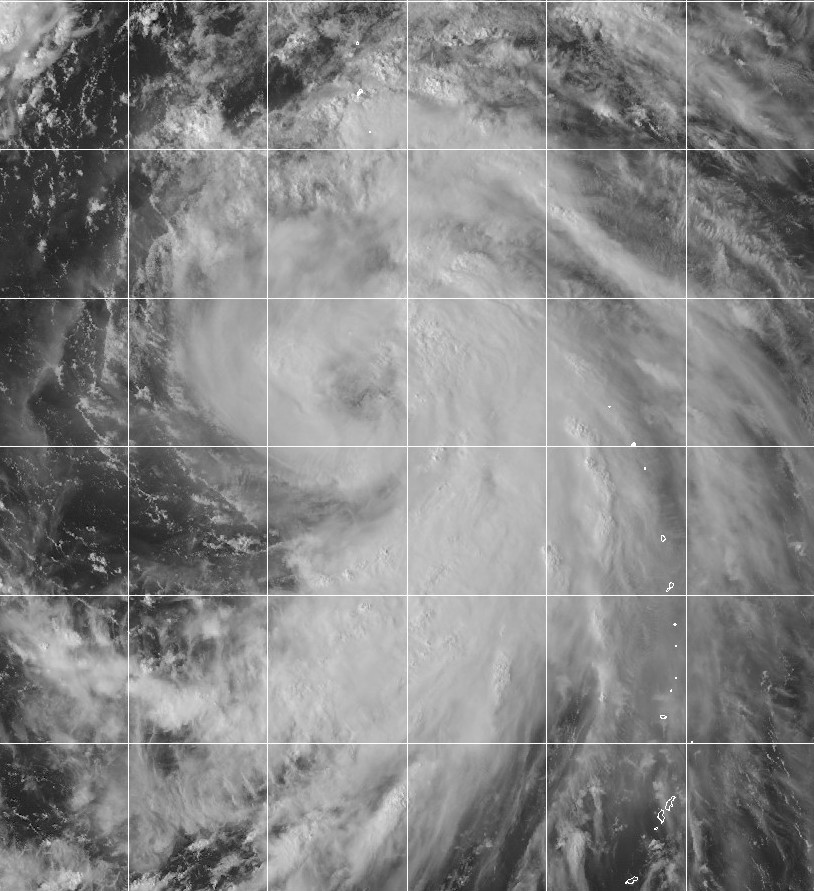
9月23日
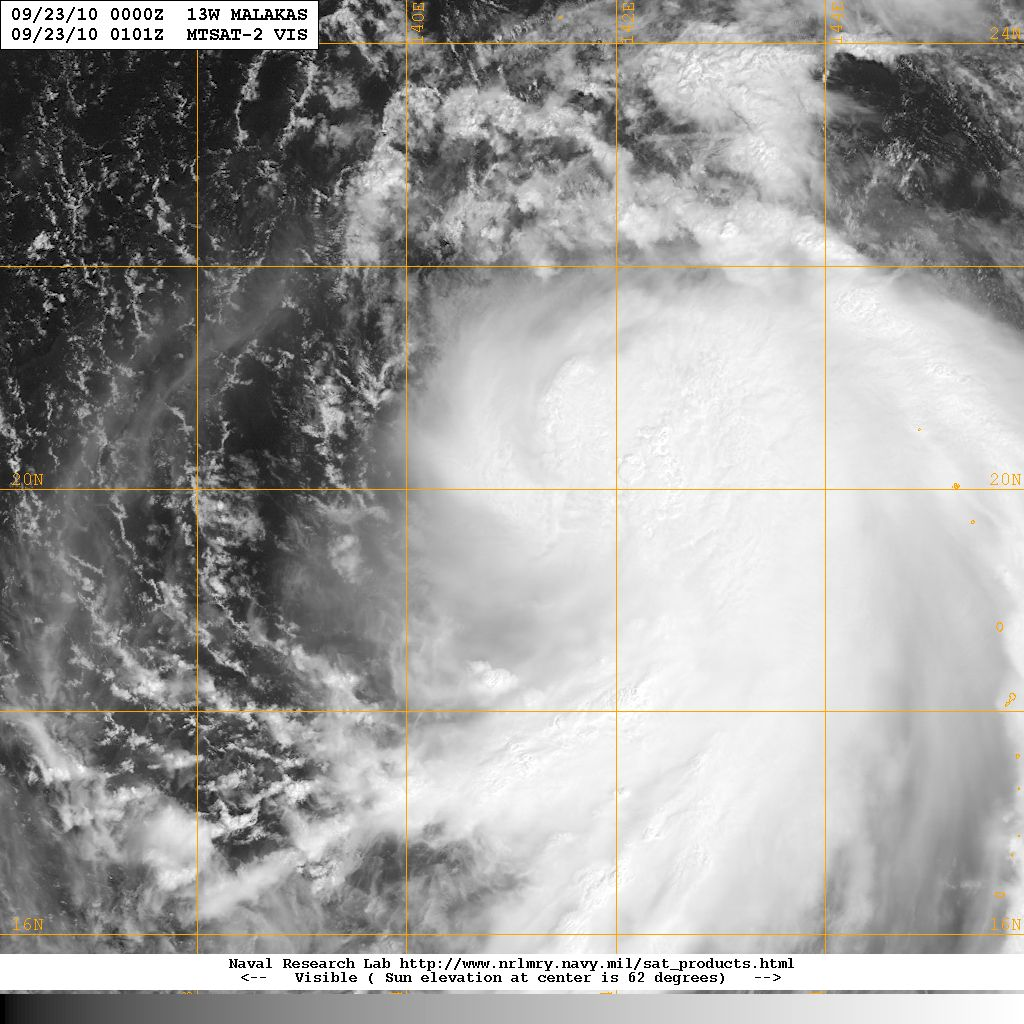
9月23日
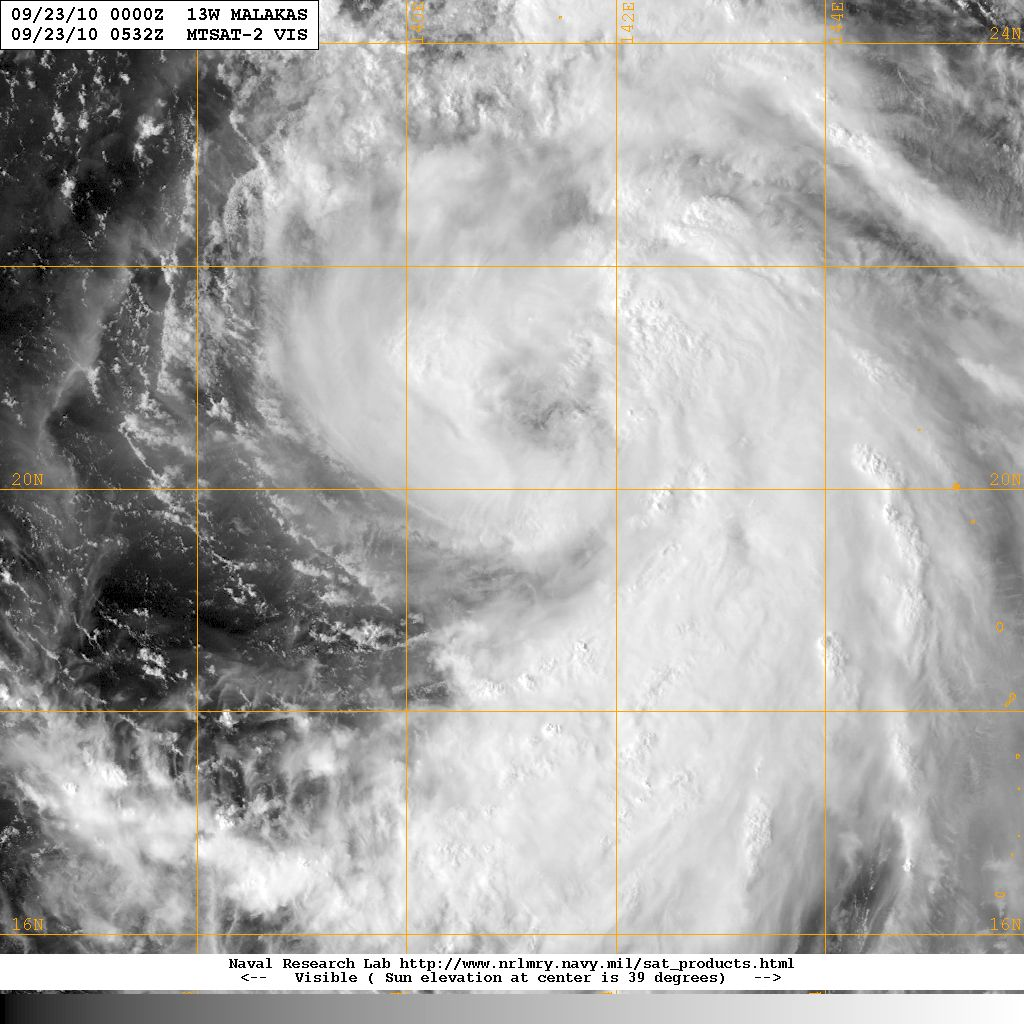
9月23日
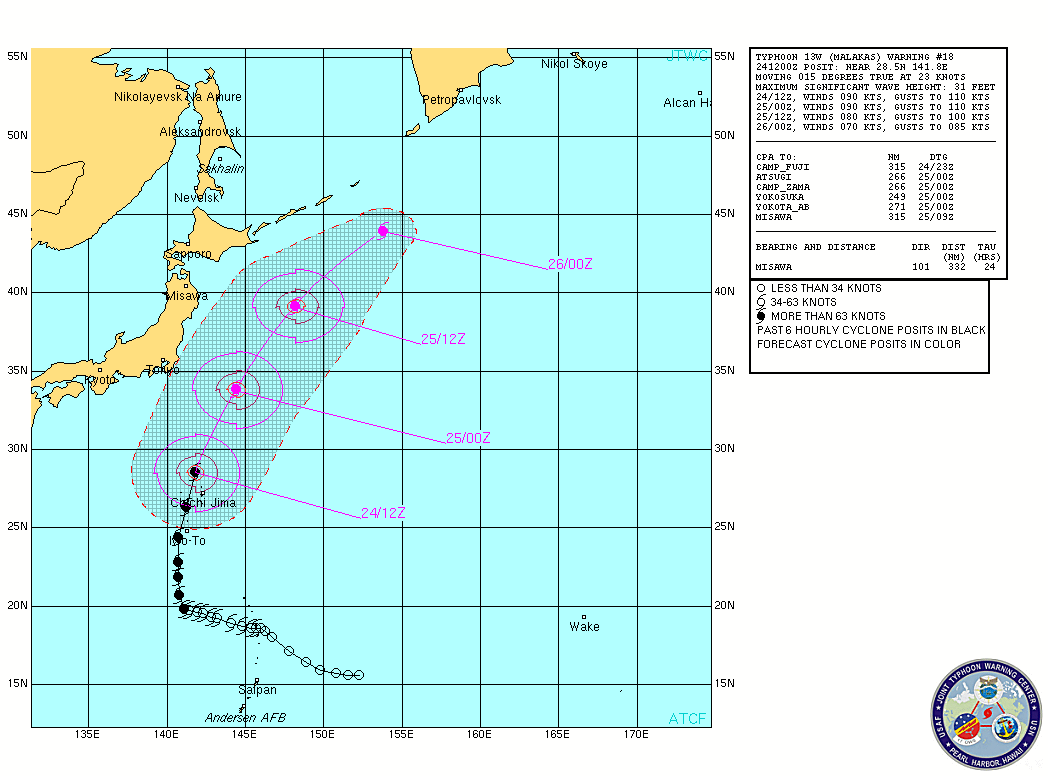
聯合颱風警報中心預報圖（9月23日）
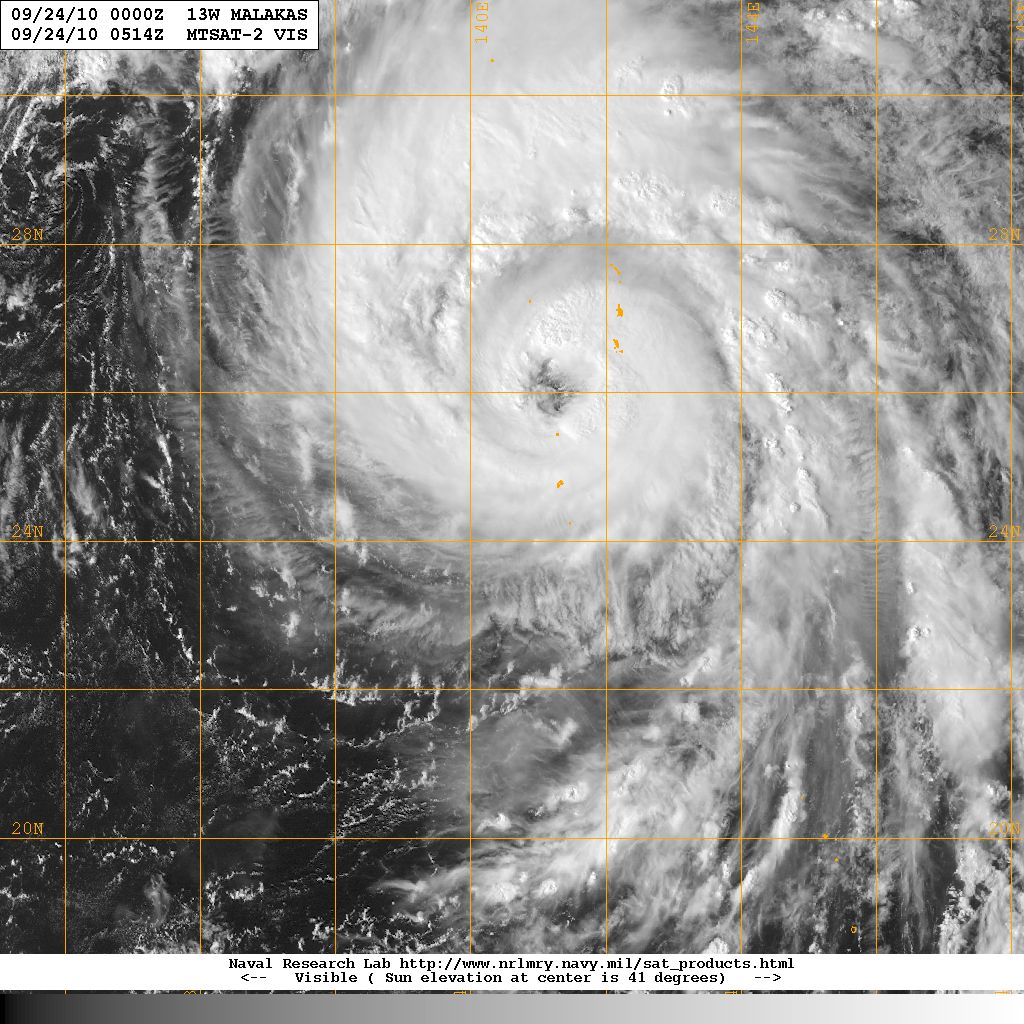
9月24日
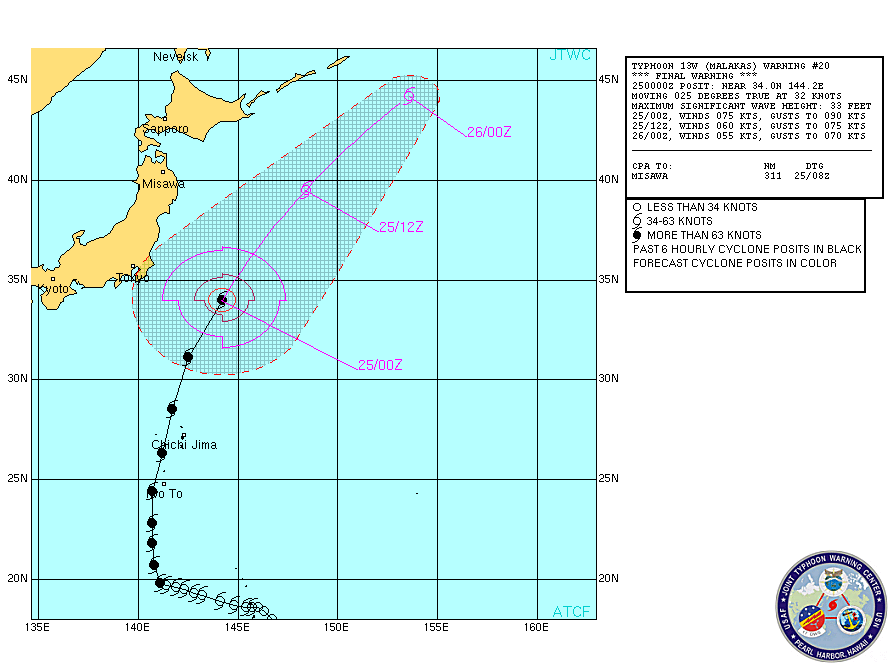
聯合颱風警報中心預報圖（9月24日）
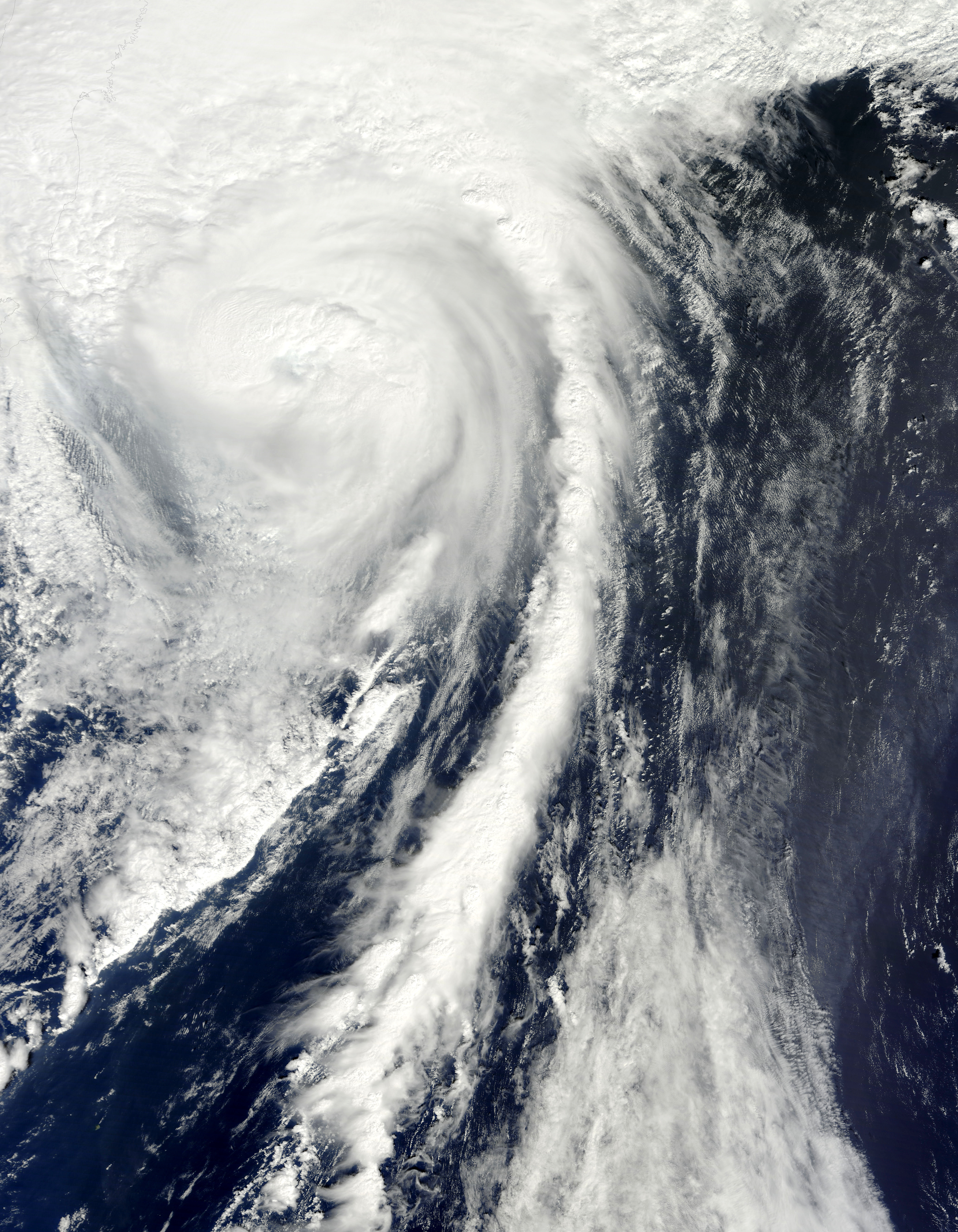
9月25日

## 外部連結
- （英文）http://www.usno.navy.mil/JTWC （页面存档备份，存于） 聯合颱風警報中心首頁
- （日語）http://www.jma.go.jp/jma/index.html （页面存档备份，存于） 日本氣象廳首頁
- （繁體中文）http://www.cwb.gov.tw （页面存档备份，存于） 中央氣象局首頁